# Кавунівка (Звенигородський район)
Кавуні́вка — село в Україні, у Лип'янській сільській громаді Звенигородського району Черкаської області. У селі мешкає 230 людей.

## Історія
Село було засноване у XVIII ст. За переказами, його першими жителями були козаки, які переселились з козацького укріплення Червоний Городок, яке було розташоване за півкілометра на схід від сучасного села Кавунівка.
Біля Червоного городка на 8-метровому курган-могилі розміщувалась сторожева вежа з дерев'яною фігурою. У народі її до XX ст. називали баштовою могилою. При наближенні татар козаки-дозорці підпалювали дерев'яну фігуру, чим сповіщали навколишньому населенню про небезпеку, що насувається.
З припиненням нападів татар на Україну в другій половині XVIII ст. військове значення козацьких укріплень зникає, тому козаки лишають і переселяються в інші місцевості, засновуючи нові поселення. Саме так і виникло село Кавунівка. За легендою, один з козаків Червоного Городка на прізвисько Кавун, яке він отримав, можливо, за велике і кругле обличчя, збудував собі хату на відстані півкілометра на захід від козацького укріплення і почав вести господарство. Згодом біля нього збудували хати інші козаки-переселенці, внаслідок чого виникло нове поселення, яке за прізвищем першого жителя назвали Кавунівка.
27 січня 1944 року до села Кавунівка прорвались радянські танкісти 32-ї танкової бригади С. Ячніка, штаб якої розмістився у селі Водяному. Проте внаслідок сильного удару німецьких танкових дивізій радянські війська змушені були залишити це село. На околицях Лип'янки і Межигірки розгорілися запеклі кількаденні бої. Іноді ворог кидав у бій майже 100 танків, самохідних гармат і бронетранспортерів. Радянські піхотинці зустрічали їх залпами з протитанкових рушниць і гармат, гранатами. В окремих місцях німецькі танки прорвали оборону радянських військ і нищили своїми гусеницями окопи червоноармійців. Але радянські воїни вистояли і зупинили наступ нацистів.

## Відомі люди
В селі народилися:
- Дібровенко Микола Федотович (1901—1988) — український театрознавець;
- Сільвашко Олександр Сафронович (1922—2010) — один з двох головних героїв зустрічі на Ельбі 1945-го року[1].